# Partula leucothoe
Partula leucothoe es una especie de molusco gasterópodo terrestre de la familia Partulidae en el orden de los Stylommatophora.

## Distribución geográfica
Es endémica de Palaos.

## Estado de conservación
Se encuentra amenazada de extinción por la pérdida de su hábitat natural.